# Khöömii
Le chant khöömii (mongol : ᠬᠥᠭᠡᠮᠡᠢ, VPMC : köɣemei, cyrillique : Хөөмий, MNS : khöömii ; touvain : Хөөмей, khöömei ; chinois : 呼麦 ; pinyin : hūmài) est un chant de gorge. 

## Description
C'est un chant diphonique de la musique mongole basé sur un son fondamental (bourdon) produit par le larynx sur lequel, grâce à un placement des lèvres ou de la langue, des harmoniques (jusqu'à plus de quarante) viennent s'ajouter en formant une mélodie, à deux voix (voire trois) en tout. Originaires de l'Altaï, où ils étaient avant tout utilisés dans les cérémonies chamaniques, ils sont aujourd'hui utilisés en temps de fête. Appelés aussi chakkur, le son se veut une imitation du chant des oiseaux, ils se rapprochent du son de la guimbarde.
On appelle en touvain, les pratiquants de cette discipline vocale, les Köömeiizhis.

## Historique
Le khöömii est lié initialement à la vie quotidienne des nomades. Il est né de l’imitation de sons naturels, et exprime une relation à la nature,. 
Antérieurement aux années 1950, cette technique vocale n’est pratiquée que par quelques personnes dans l’ouest de la Mongolie rurale. Sa pratique est liée à des activités telles que la garde du cheptel, les veillées, et à quelques cérémonies domestiques comme l'accueil d'hôtes. Durant la période soviétique pendant laquelle la Mongolie est un territoire satellite de l'URSS, cette pratique fait partie des aspects oubliés de la culture nomade et que les autorités, ou les institutions culturelles, ne cherchent pas à mettre en exergue. Dans la logique qui prévaut, l'activité professionnelle musicale est vue comme un outil qui sert à renforcer l'unité d'un peuple. Par ailleurs, « le loisir doit être consacré au perfectionnement de l’individu et à l’affermissement de son idéal communiste ». L'usage de tels chants n'est donc pas non plus une activité culturelle privilégiée à titre amateur. Durant plusieurs décennies, ce type de chant échappe à toute institutionnalisation socialiste : sa pratique se situe dans des provinces «reculées». Et, de plus, il s’agit d’une musique sans texte, et à ce titre considérée comme non porteuse de message idéologique, et ayant essentiellement une valeur folklorique. En 1954,  un compositeur mongol de musique classique, Dargvin Luvsansharav (en) prend connaissance de cette technique vocale singulière par un de ses élèves et l'intègre dans un chœur pour un de ses spectacles. C'est un des rares cas connus de présentation de ce type de chant en concert, à l'époque. Dans la décennie suivante, les années 1960, la présence des chanteurs de khöömi en concert est plus régulière. 
Progressivement, cette pratique prend un peu plus d'essor. Des musicologues et compositeurs comme Natsagiin Jantsannorov s'intéressent aussi à ces éléments de culture populaire. À partir des années 1990, avec la fin de l'Empire soviétique, la Mongolie comme la Toula connaissent une ouverture culturelle, et leurs habitants une liberté d'expression plus forte. La scène devient un vivier de création dans tous les domaines : musique contemporaine ou classique, mais aussi jazz, rock, pop, hip-hop, ou encore musique folk-rock, danse, théâtre et performance. La pratique du khöömii rentre, avec plus ou moins de bonheur, en interaction avec ces différents modes d'expression, sous l'impulsion également de personnalités artistiques comme la chanteuse Sainkho Namtchylak,,.
Ce type de chant est inscrit au patrimoine culturel immatériel de l'humanité de l'UNESCO depuis 2009 pour la Chine (Mongolie-Intérieure) et depuis 2010 pour la Mongolie,.

## Techniques
Les deux principaux style de khöömii sont le kharkhiraa ( хархираа ou « Khöömii profond »), faisant ressortir l'harmonique inférieure ou la sous-harmonique de l'octave inférieure et l'isgeree Khöömii (исгэрээ khöömii littéralement « Khöömii sifflé »), faisant ressortir les harmoniques supérieures de la fondamentale. Dans tous les cas, la base est faite à partir de la vibration des cordes vocales tendues.
Il y a ensuite diverses techniques de khöömii :
- Zatraa : sans utilisation de la langue (technique à une cavité vocale).
- Bitou : avec utilisation de la langue (technique à deux cavités vocales).
- Gytsy amsra : voix du bas-ventre.
- Tseedznii amsra : voix de poitrine.
- Isgerex : voix de flûte nasale.

Plusieurs ornementations sont possibles avec diverses parties du corps :
- khamryn khöömii (Хамрын хөөмий, khöömii nasal) ;
- bagalzuuryn khöömii (Багалзуурын хөөмий, khöömii pharyngé) ;
- tseejin khöndii khöömii (цээжин хөндий хөөмий, khöömii de la cavité thoracique) ;
- khevliin khöömii (хэвлийн хөндий, khöömii abdominal) ;
- dendeldar ;
- naryn khöömii ;
- kargyraa (poumon) ;
- sharaa.

## Femmes Khöömeizhis
Le khöömei est plus rarement interprété par les femmes que par les hommes. Les femmes utilisant ces styles sont généralement plus discrètes et préfèrent chanter seules dans la nature. Autrefois les gens venaient écouter les femmes chanter le khöömei, mais le public a perdu de l'intérêt pour cet art féminin au fil du temps. Les principaux styles de khöömei pratiqués par les femmes sont en général, khöömei, sygyt et kargyraa. Parmi les autres khöömeizhi contemporaines célèbres, on peut citer Khunashtaar-ool Oorzhak (touvain : Khunashtaar-ool Oorzhak, 1932 — 1993) ou Choldak-Kara Oyun (Чолдак-Кара Ойун). Le groupe féminin Tyva Kyzy est le seul groupe touvain féminin à pratiquer toutes les techniques de khöömei. Sainkho Namtchylak, également touvaine, a su renouveler le style en se mêlant à des formations de jazz et autres musique contemporaines et a acquis une notoriété internationale,.

## Artistes
- Altai Khairkhan (en) (Алтай Хайхан, Mongolie) ;
- Altaï Khangaï (Алтай Хангай, Mongolie) ;
- Altain Orgil (mongol : ᠠᠯᠲᠠᠢ ᠶᠢᠨ
ᠣᠷᠭᠢᠯ
ᠬᠠᠮᠲᠤᠯᠢᠭ, cyrillique : Алтайн оргил хамтлаг, MNS : Altain orgil khamtlag, Mongolie) ;
- Altan Urag (лтан Ураг, Mongolie) ;
- Anda Union (mongol : ᠠᠨᠳᠠ

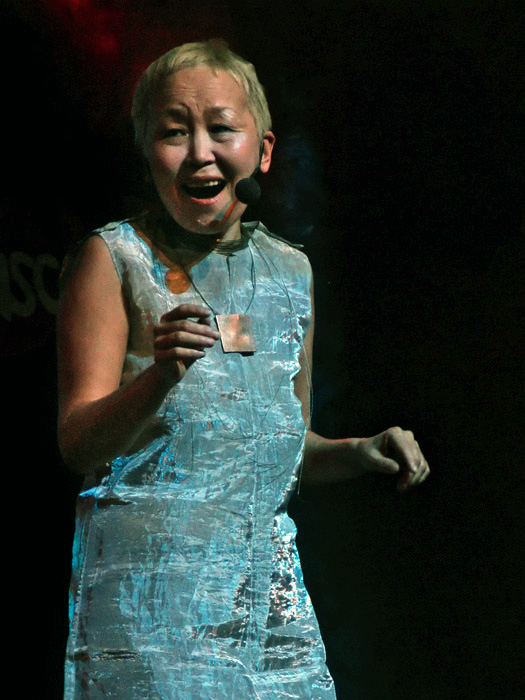
Sainkho Namtchylak au festival de Moers en 2004

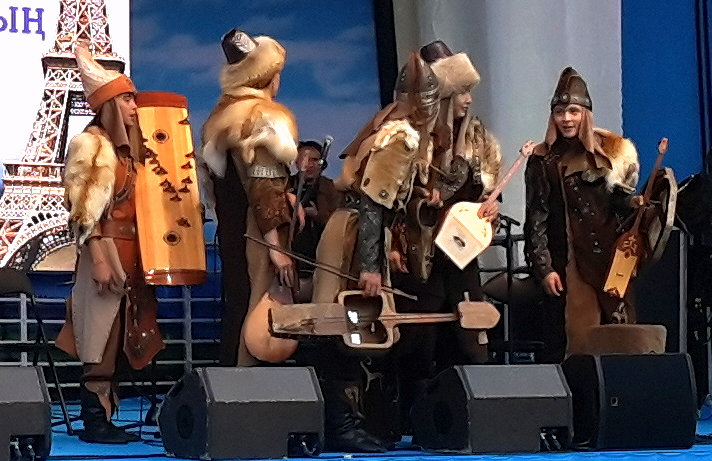
Ensemble Turan à Paris en 2014

ᠬᠠᠮᠲᠤᠯᠢᠭ, VPMC : anda qamtulig, cyrillique : Анд хамтлаг, MNS : And Khamtlag, Hohhot, Mongolie-Intérieure) ;
- Arkaiym (Kazakhstan) ;
- Chirgilchin (en) (Touva) ;
- Choduraa Tumat (tyv) (Чодураа Тумат, Touva) ;
- Dandarvaanchig Enkhjargal (Дандарваанчигийн Энхжаргал, Mongolie) ;
- Darky (Russie) ;
- Mathias Duplessy (France, musiques diverses, musiques du monde, dont une partie d'inspiration mongole)
- Egschiglen (Эгсшиглэн, Mongolie) ;
- Haya (哈雅乐团, hāyǎ yuètuán, Qinghai, Mongolie-Intérieure, France) ;
- Hanggai (mongol : ᠬᠠᠩᠭᠠᠢ, 杭盖, hánggài, Mongolie-Intérieure et Pékin) ;
- Huun-Huur-Tu (Хуун-Хуур-Ту, Touva) ;
- Ensemble Khan Bogd (Mongolie-Intérieure) ;
- Fish Symboled Stamp (fusion rap-ethnique, Mongolie) ;
- Jonon (Жонон, Folk-Pop et fusion rap-ethnique, parfois en coopération avec le rappeur mongol Gee) ;
- Kaigal-ool Khovalyg (Кайгал-оол Ховалыг, Touva) ;
- Khusugtun (Хөсөгтөн хамтлаг, Khösögtön khamtlag, Mongolie) ;
- Albert Kuvezin (Альберт Кувезин, Touva) ;
- Kongar-ool Ondar (touvain : Коңгар-оол Борис оглу Ондар, Touva) ;
- Okna Tsahan Zam (Mongolie) ;
- Namgar (Bouriatie) ;
- Nine Treasures (九宝, jiǔbǎo, Mongolie intérieure), folk metal mongol ;
- Paul Pena (États-Unis / Cap-Vert, influencé par Touva), blues ;
- Perhat Khaliq (zh) (帕尔哈提) du groupe Qeriq (酸奶乐队) (Ouïghour du Xinjiang, Chine, dans le morceau Qara Jorga) ;
- Sainkho Namtchylak (touvain : Сайын-Хөө Намчылак, Saiyn-Khöö Namchylak, Touva) ;
- Saylyk Ommun (Сайлык Оммун, également parfois retranscrit Saylyk O'moon) Touva ;
- The Hu (Heavy-metal, Mongolie)
- Tengger Cavalry (Folk Metal, Mongolie intérieure, États-Unis)
- Tyva Kyzy (Тыва Кызы Touva) ;
- ensemble Turan (Туран, Kazakhstan) ;
- Yat-Kha (Touva) ;

## Hymnes de Touva
L'ancien hymne de la république de Touva en fédération de Russie, « Tooruktug dolgay Tangdym » (touvain : Тооруктуг долгай Тандым), ainsi que le nouveau (depuis le 11 août 2011), « Je suis Touvain » (touvain : Мен Тыва мен) comportent tous les deux du khöömeii.

## Au cinéma
Des chants khöömii sont interprétés par Altan Urag, dans la bande originale du film Mongol (2007) racontant la vie légendaire de Gengis Khan.